# Hasaítico
El hasaítico es un antiguo dialecto del norte de Arabia atestiguado en inscripciones en la provincia oriental de Arabia Saudita en Thaj, Hinna, Qatif, Ras Tanura, Abqaiq en la región de al-Hasa, Ayn Jawan, Mileiha y Uruk. Está escrito en escritura monumental del sur de Arabia y data del siglo V al II a. C.

## Ejemplo

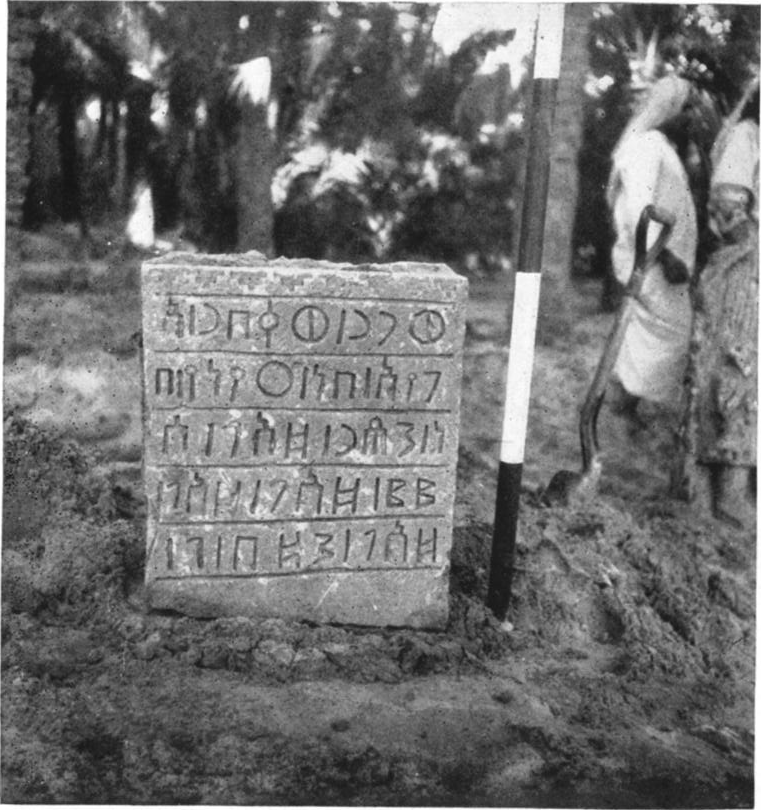
Antigua estela SHI 28 con una epigrafía funeraria hasaítica, siglos V-VI d.C. Isla Tarut, Arabia Saudita.

| Texto                                                                                         | Traduccón |
| --------------------------------------------------------------------------------------------- | --- |
| wgr / w qbr / ʾ- lyʾ / bn / ʿyny / b- n / s²ṣr / ḏ ʾl / s¹- mm / ḏ ʾl / ḏʾb ḏ ʾl / s²ḏb / g / | Por / tumba de / ʾ- lyʾ hijo de ʿyny hijo de S²ṣr del linaje S¹- mm del linaje de Ḏʾb del linaje de S²ḏb / g |